# Hessentag 2014
Der Hessentag 2014 war der 54. Hessentag und fand vom 6. bis 15. Juni 2014 in Bensheim statt. Die Stadt Bensheim war nach 1976 bereits zum zweiten Mal Ausrichter des hessischen Landesfestes. Das Motto des Hessentags lautet „Herrlich hessisch“. Insgesamt kamen rund 1,33 Millionen Besucher zu den Veranstaltungen. Mit 110 Sonnenstunden war es „das sonnigste Landesfest aller Zeiten“.

## Hintergrund
Seit 1961 finden in wechselnden Orten Hessens die von der Landesregierung initiierten und gemeinsam mit der jeweiligen Kommune durchgeführten Hessentage statt. Im Zeitraum von gut einer Woche präsentiert sich das Land den Besuchern mit kulturellen Darstellungen und Ausstellungen. Weiterhin finden anlässlich der Hessentage regelmäßig große Freiluftkonzerte unter Beteiligung namhafter nationaler und internationaler Künstler statt. Es handelt sich bei dem hessischen Landesfest um eine überregional beachtete und bedeutende Großveranstaltung, die jedes Jahr viele hunderttausend Besucher anzieht.
Nach der Bewerbung der Stadt Bensheim um die Ausrichtung des Hessentages gab der damalige Ministerpräsident Roland Koch im Jahre 2010 anlässlich des Hessentages in Stadtallendorf den Zuschlag zu Gunsten der größten Stadt des Landkreis es Bergstraße offiziell bekannt.

## Vorbereitungen zum Hessentag 2014
Innerhalb der Stadtverwaltung wurden in der Vorbereitung zum Hessentag neue organisatorische Untergliederungen getroffen. Im Wesentlichen sind dies die drei Hessentagsbeauftragten und die nach Fachbereichen gegliederten Hessentagsprojektgruppen. Die Gesamtleitung der Vorbereitung und Durchführung des Hessentages lag bei der Stadtverordnetenversammlung, dem Hessentagsausschuss, dem Magistrat und dem Bürgermeister Thorsten Herrmann.
Als zentrale Anlaufstelle für Fragen und Anregungen zum Hessentag in Bensheim wurde im August 2012 das Hessentagsbüro in den Räumlichkeiten des Bürgerbüros in der Innenstadt eingerichtet.
Logo, Slogan und Plakat wurden im Mai 2013 offiziell von Bürgermeister Thorsten Herrmann und Staatssekretär Michael Bußer enthüllt.

## Hessentagspaar
Das Hessentagspaar bildeten Anne Weihrich und Markus Glanzner. Sie wurden offiziell im Rahmen der Veranstaltung Nacht der Tracht im November 2012 vorgestellt.

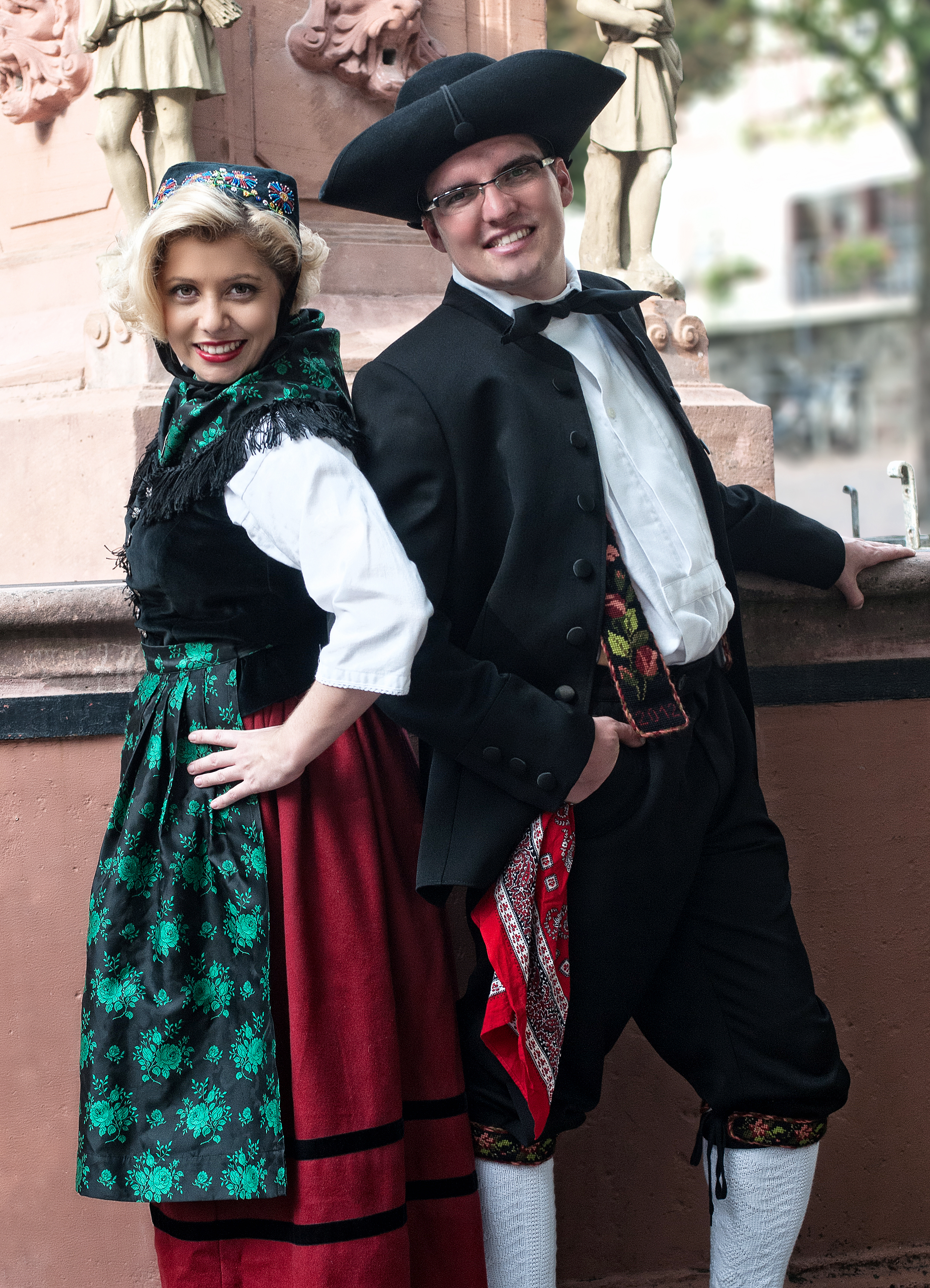
Hessentagspaar 2014

## Hessentagsradio
Offiziell begleitet wurde der Hessentag vom lokalen Veranstaltungsradio Antenne Bergstraße, das während des Hessentages rund um das Volksfest informierte und unterhielt.

## Veranstaltungsorte

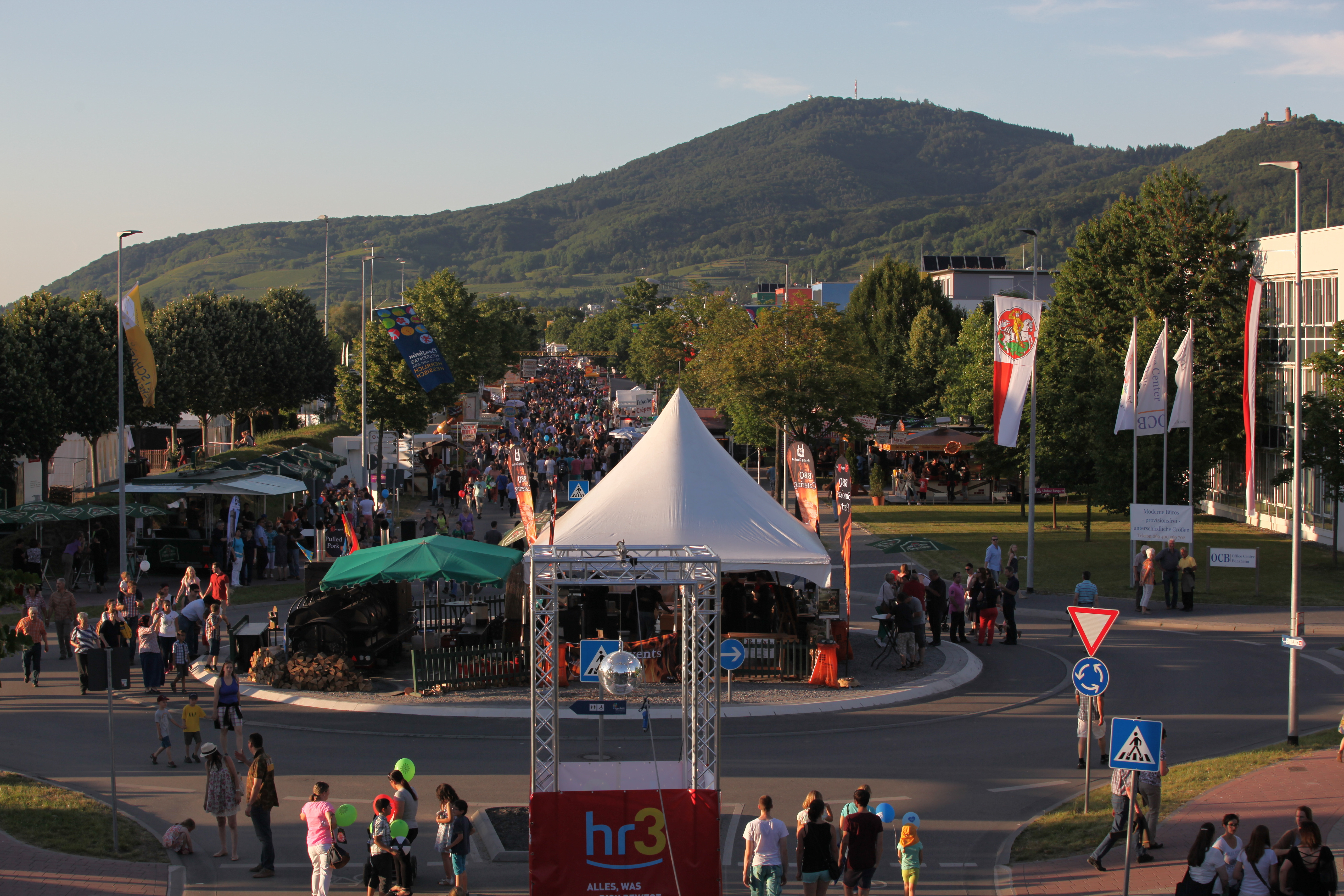
Die Festmeile am 6. Juni 2014 mit Melibokus und Auerbacher Schloss im Hintergrund

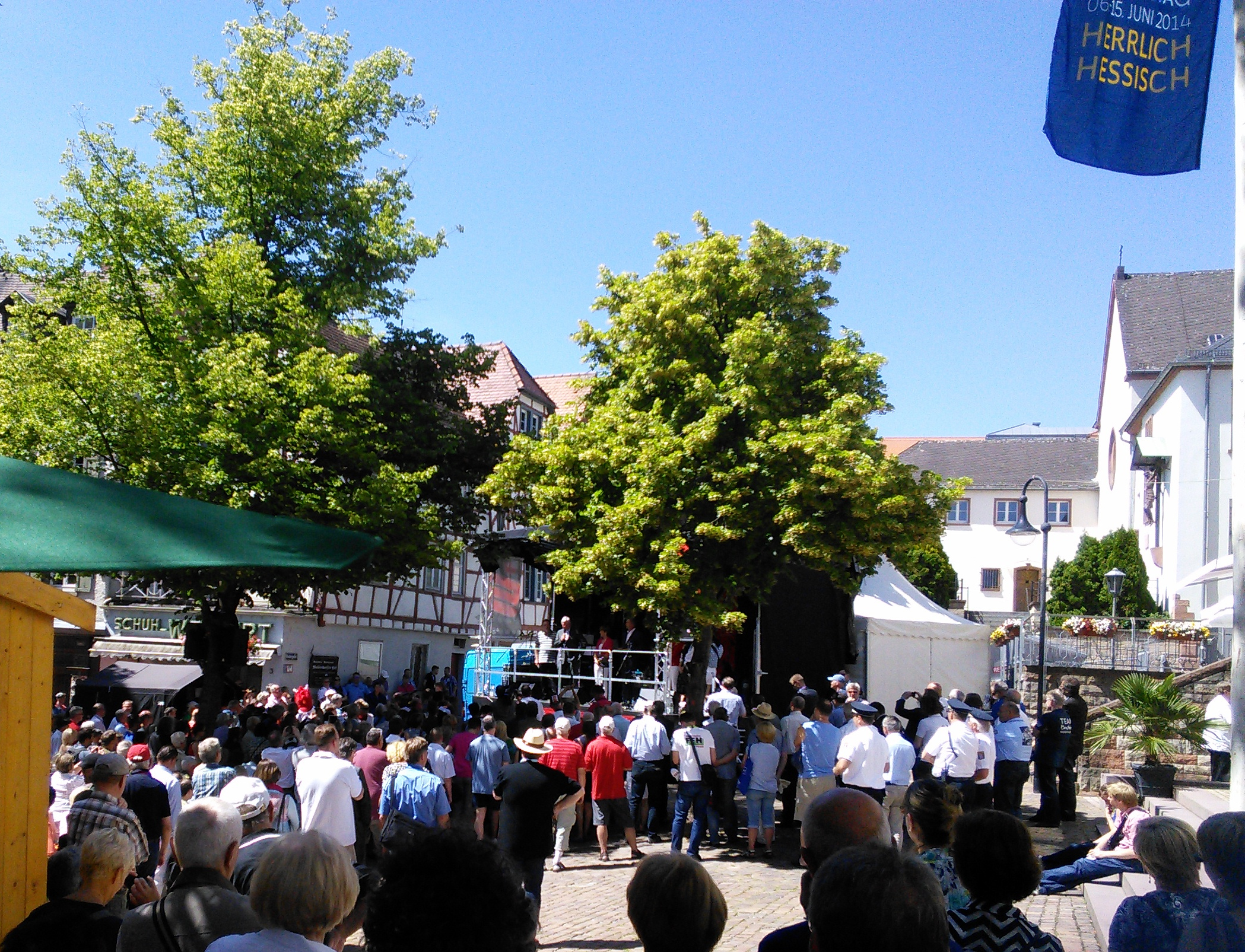
Die Eröffnungsveranstaltung auf dem Bensheimer Marktplatz am 6. Juni 2014 mit Ministerpräsident Volker Bouffier

Der Hessentag fand im gesamten Stadtgebiet von Bensheim statt. Die traditionell jedes Jahr wiederkehrenden Veranstaltungen und Ausstellungen verteilten sich wie folgt:
- Die Hessentagsstraße folgte dem Verlauf der Straßen Taunusstraße, Schwanheimer Straße und Am Rinnentor.
- Die Festmeile mit Landesausstellung, Festzelt, Ausstellung Natur auf der Spur, Hessen-Palace, Hessischer Landespolizei, Bundespolizei, Bundeswehr und Evangelischer Kirche Hessen befand sich auf dem Berliner Ring.
- Die Hessentagsarena für Open-Air-Veranstaltungen war im Gewerbegebiet Stubenwald II aufgebaut.
- Der hr-Treff war auf dem Beauner Platz in der Innenstadt.
- Das Weindorf befand sich auf dem Marktplatz.
- Weitere Veranstaltungsorte wie Bühnen, Zelte und Gastronomieangebote waren in der Innenstadt zu finden.[13]